# عبد المجيد دار
عبد المجيد دار ( - 2013) القائد العسكري السابق لحزب المجاهدين في جامو وكشمير حتى عام 2001. وبعد ذلك تخلى عن القتال مع الحركة ولجأ لتحرير كشمير بالمفاوضات السلمية.

## سيرته
شأ عبد المجيد دار في مدينة سوبور حيث عمل مع الرابطة الإسلامية خلال سبعينيات القرن العشرين، في هذه الفترة تقرّب من سيد علي جيلاني واعتُقِلَ عدة مرات.  وفي أواخر الثمانينيات، بعد انتخابات 1987 المزورة، انضم إلى الحركات المُسلحة رفقة صديقه فضل الحق قريشي، وبحلول عام 1990 أصبح زعيم منظمة تحريك الجهاد الإسلامي، وفي عام 1991 اندمجت الحركة مع حزب المجاهدين، وأصبح القائد العسكري للحزب.

## الاغتيال
في عام 2001 اغتيل قائد حزب المجاهدين وصديق عبد المجيد دار المُقرّب: عبد الحميد تانتراي. وفي عام 2002 طًرِدَ عبد المجيد دار من الحزب مع أسد يزداني وظفر عبد الفتاح.  وفي مارس 2003 أثناء خروجه من منزله في سوبور قُتل برصاص اثنين من المسلحين. لم يعلن أحد مسؤوليته عن الهجوم.

## معرض صور

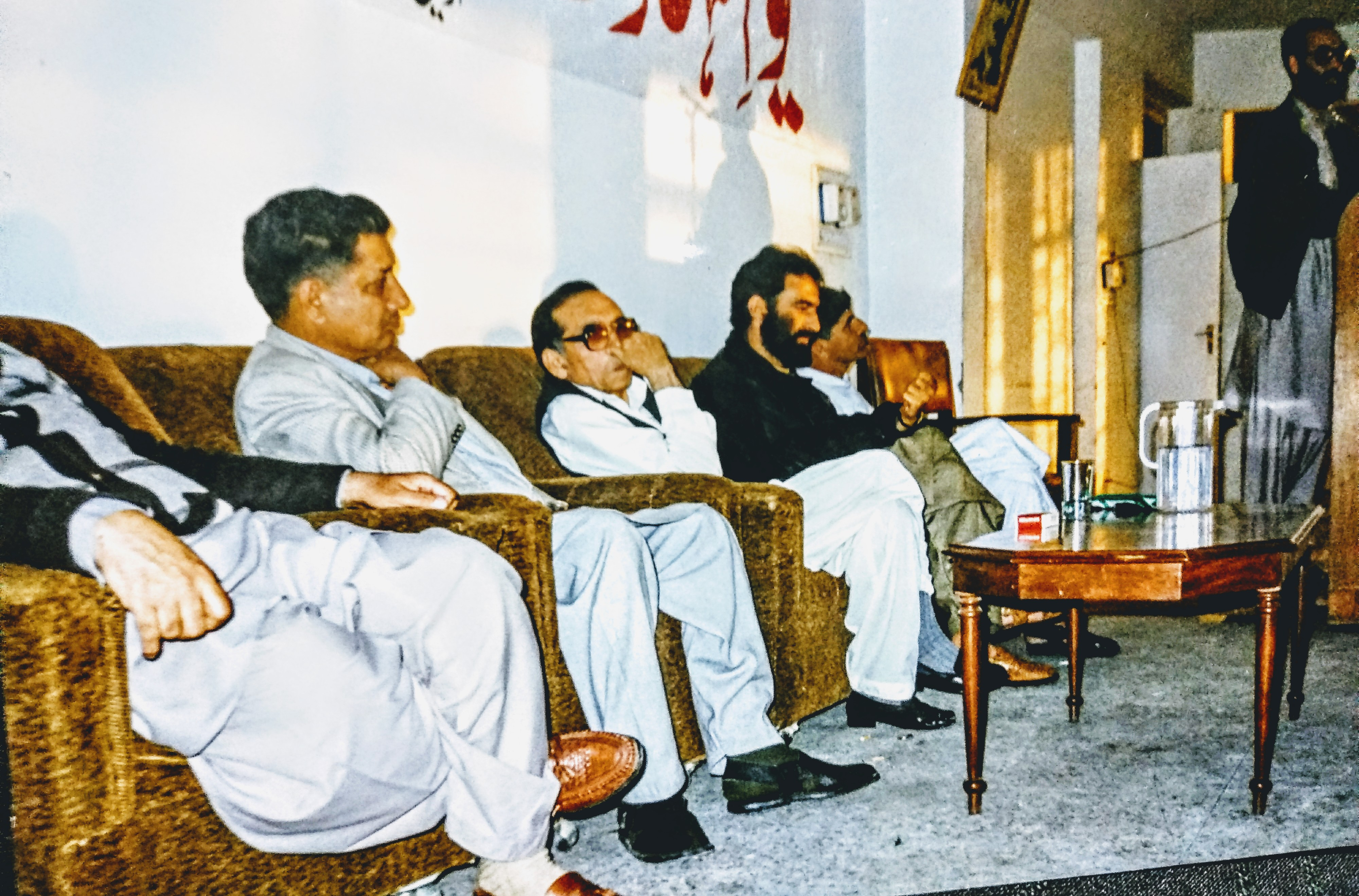
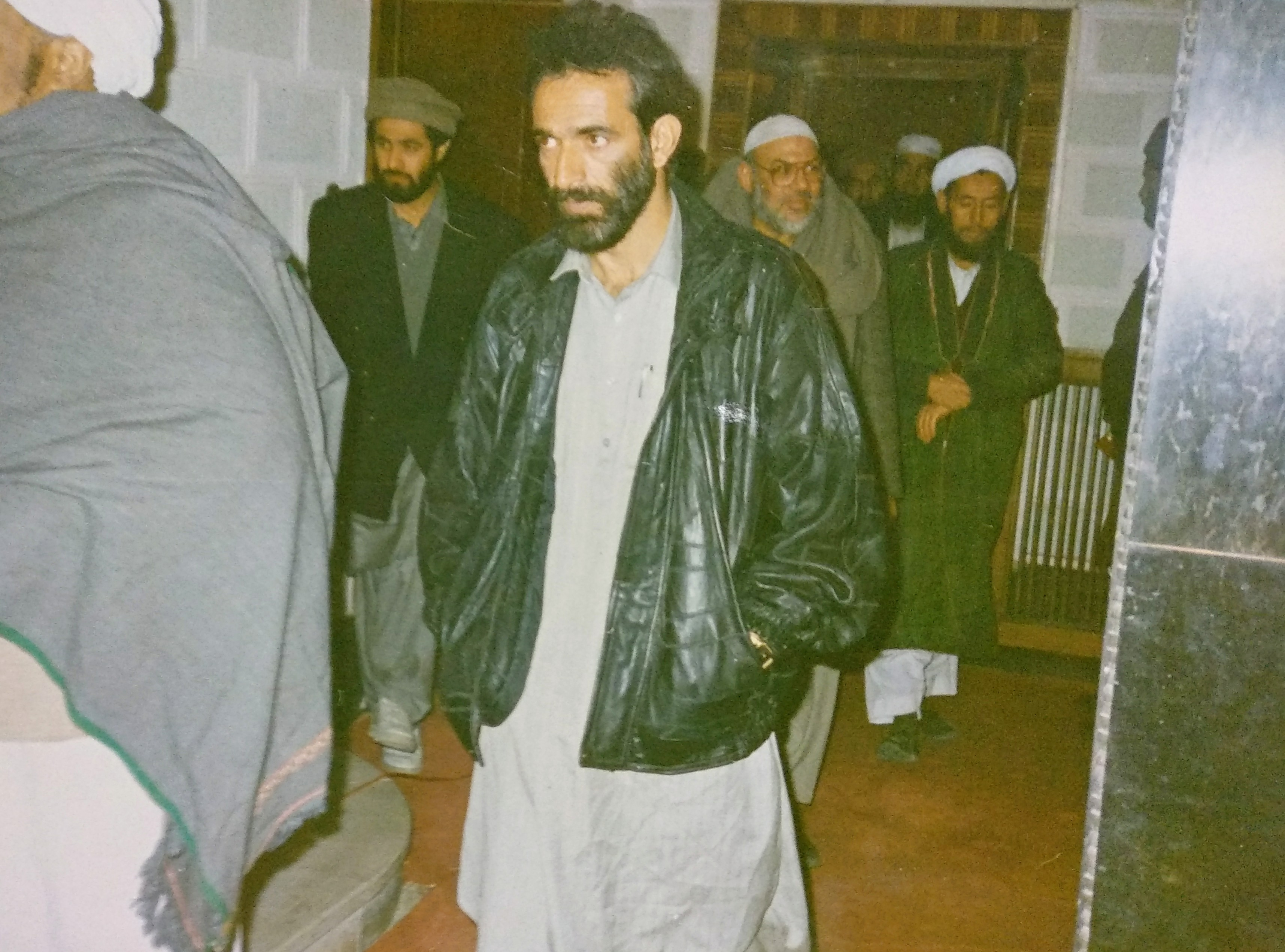
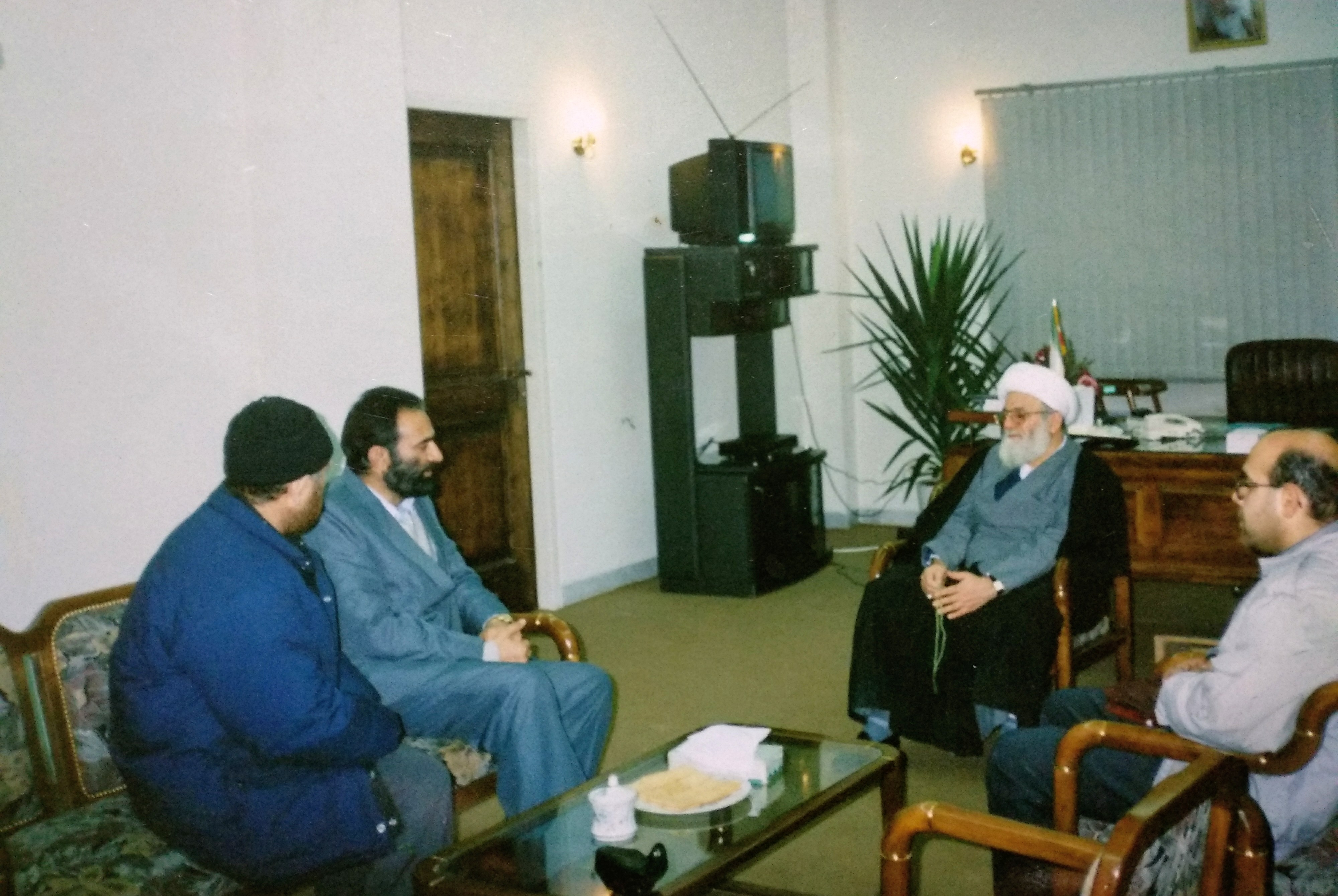